# 亞德·若望·西莫尼斯
亞德·若望·西莫尼斯（荷蘭語：Adrianus Johannes Simonis；1931年11月26日—2020年9月2日）是荷蘭籍天主教司鐸級樞機及烏特勒支總教區榮休總主教。

## 生平
西莫尼斯於1931年11月26日在荷蘭西部南荷蘭省的城鎮利瑟出生。1945年至1951年他曾就讀於Hageveld的神學院，並於1951年至1957年在Warmond的大修院。他於1957年6月15日在鹿特丹教區晉鐸。
1959年至1966年，他深造於羅馬宗座聖多默大學和宗座聖經學院，在那裡他以優異成績在聖經註釋獲得了博士學位。
1971年3月20日晉牧，並獲教宗保祿六世任命為鹿特丹教區主教。1983年12月3日，改任命為烏特勒支總教區總主教。
教宗若望保祿二世於1985年5月25日將他擢升為司鐸級樞機，領拉特朗聖格肋孟聖殿堂區司鐸銜。他曾任聖座修會部、教育部和宗座基督徒合一促進理事會的成員，直到他於2011年11月26日的80歲生日為止。
他曾參與2005年教宗選舉秘密會議，當時分別選出的是教宗本篤十六世。他於2007年4月14日榮休，及由威廉·艾伊克樞機接替成為烏特勒支總教區正權總主教。